# 北西部選挙区 (アイスランド)
北西部選挙区（アイスランド語: Norðvesturkjördæmi）とは、アイスランドの選挙区（アイスランド語: kjördæmi）全6区のうちの1区である。
中心都市はアークラネース。

## 地理
北東部選挙区、南部選挙区、南西部選挙区に隣接している。またアークラネースはクヴァール・フィヨルドを挟んでモスフェルスバイル、すなわち北レイキャヴィーク選挙区に面しており、非常に近い位置にある。この選挙区には多くの氷河が含まれている。具体的にはドラゥンガ氷河、エイリークス氷河, スナイフェルス氷河、ソウリス氷河などであり、選挙区の南東端はホーフス氷河およびラウング氷河の北部となっている。

## 行政

### 構成地域
27の基礎自治体、11の県（シスラ）、3の地方を含む。
- 基礎自治体: en:Akrahreppur, アークラネース, en:Árneshreppur, en:Bæjarhreppur, ブリョンドゥオゥス, ボルンガルヴィーク, en:Borgarbyggð, en:Dalabyggð, en:Eyja- og Miklaholtshreppur, en:Grundarfjörður, en:Helgafellssveit, en:Húnaþing vestra, en:Húnavatnshreppur, en:Hvalfjarðarsveit, en:Ísafjarðarbær, en:Kaldrananeshreppur, en:Reykhólahreppur, en:Skagabyggð, Skagafjörður, en:Skagaströnd, en:Skorradalshreppur, en:Snæfellsbær, en:Strandabyggð, en:Stykkishólmur, en:Súðavíkurhreppur, en:Tálknafjarðarhreppur, en:Vesturbyggð
- 県（シスラ）: 東バルザストランダルシスラ, 西バルザストランダルシスラ, en:Borgarfjarðarsýsla, en:Dalasýsla, en:Austur-Húnavatnssýsla, en:Vestur-Húnavatnssýsla, en:Norður-Ísafjarðarsýsla, en:Vestur-Ísafjarðarsýsla, en:Mýrasýsla, en:Snæfellsnes-og Hnappadalssýsla, en:Strandasýsla
- 地方: 北西部地方、西部フィヨルド地方、西部地方

### 都市
町 (town) の地位を有する（人口1,000人以上またはそれに準ずる）集落は12。人口順に並べると以下のようになる。
| - アークラネース (6,549) - イーサフィエルズル (3,946) - ソイズアウルクロウクル (2,598) - ボルガルネース (1,930) | - en:Stykkishólmur (1,240) - en:Ólafsvík (1,008) - ブリョンドゥオゥス (1,000) - ボルンガルヴィーク (962) | - en:Grundarfjörður (926) - en:Patreksfjörður (770) - en:Hvammstangi (580) - en:Skagaströnd (530) |